# 費爾菲爾德 (密蘇里州)
費爾菲爾德（英語：Fairfield）是位於美國密蘇里州本頓縣的鬼鎮。

## 歷史
費爾菲爾德的郵局於1838年設立，其後於1967年停運。

## 地理
費爾菲爾德所處的海拔為高於海平面215米（即705英呎），而該地所採用的時區為UTC-6，即北美中部時區（CST）。同時該地設有夏令時間，為UTC-6調快一小時，即UTC-5（CDT）。